# Premi Platino al millor actor secundari
El Premi Platino al millor actor secundari (castellà: Premio Platino al mejor actor de reparto/Premio Platino a la mejor interpretación masculina de reparto) és un dels Premis Platino, premis de cinema d'Iberoamèrica. Es va presentar per primera vegada l'any 2021, amb l'actor xilè Alfredo Castro com a primer destinatari, pel seu paper a El príncipe. Abans d'això, les actuacions masculines de suport estaven incloses a la categoria Millor Actor.
Castro també és l'únic guanyador de la categoria fins ara, rebent el guardó dos anys consecutius.
A la llista següent es mostra primer el guanyador del premi de cada any, seguit dels altres nominats.

## Guanyadors i nominats

### 2020
| Any              | Receptor            | Personatge         | Títol             |                   |
| ---------------- | ------------------- | ------------------ | ----------------- | ----------------- |
| 2021 VIII edició | Alfredo Castro      | "El príncep"       | El príncipe       |                   |
| 2021 VIII edició | Julio Díaz          | Enrique Monteverde | La Llorona        | La Llorona        |
| 2021 VIII edició | Jorge Román         | Mario              | Matar a un muerto | Matar a un muerto |
| 2021 VIII edició | Diego Boneta        | Daniel             | Nuevo orden       | Nuevo orden       |
| 2022 IX edició   | Alfredo Castro      | El Corto           | Karnawal          | Karnawal          |
| 2022 IX edició   | Christian Malheiros | Mateus             | 7 Prisioneiros    | 7 Prisioneiros    |
| 2022 IX edició   | Manolo Solo         | Miralles           | El buen patrón    | El buen patrón    |
| 2022 IX edició   | Urko Olazabal       | Luis Carrasco      | Maixabel          | Maixabel          |